# Tarmsjöpung
Tarmsjöpung (Ciona intestinalis) är ett anemonliknande djur i klassen sjöpungar (Ascidiacea) som lever på havsbotten längs med kusterna. 

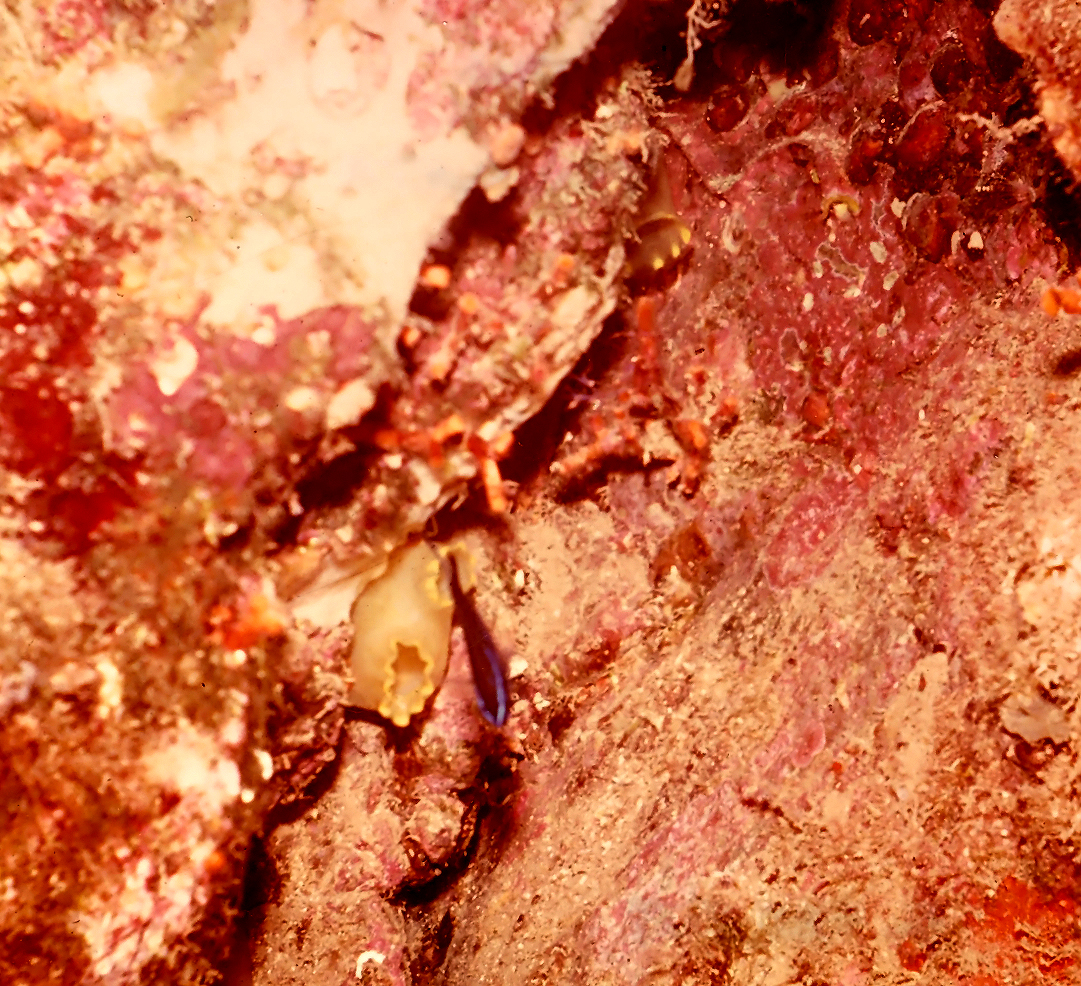
Sedd rakt uppifrån (till vänster och nedanför mitten av bilden).

- Wikimedia Commons har media som rör Tarmsjöpung.